# さくマイ
さくマイ（さくまい）は、正光女子のスピンオフユニットとして結成されたアイドルユニット。プロデューサーはThe OYSTARSヴォーカルの舩江修。

## 略歴
正光女子のスピンオフユニットとして結成された。2012年11月11日、正光POP FESTIVAL〜ハヤテデビューイベント〜にて初のステージに立つ。
11月23日第1回路上ライブを開催し、アリスガーデンパフォーマンス広場AH!や、ひろしまロコドルフェスティバルなど数々のステージを踏み、2013年5月5日にSAMZ RECORDSから「てんてこマインド」で本格的にデビューを果たした。作詞・作曲はThe OYSTARSのボーカル、舩江修、編曲はJungle Smileの吉田ゐさおが手掛けたことで話題となった。
2013年4月23日Japan Idol Fileにて全国のローカルアイドルの中から広島県代表として選ばれ、64曲の中に「てんてこマインド」が収録された。
朝の情報番組「ZIP!」で紹介され、全国デビューを果たす。
また、平成25年広島市成人式で6,000人を前にステージ出演。ほかにも広島県最大のお祭り、フラワーフェスティバルに出演した。
メンバーは、さくらとマイマイの2人。FM廿日市にて自身がパーソナリティを務める、SAMZ Pesents「さくマイてんてこラジオ」という番組を毎週木曜18:30〜19:00の間で放送している。

## メンバー
| 名前     | 生年月日（年齢） | 血液型 |
| -------- | ---------------- | ------ |
| さくら   | 1993年4月4日     | B型    |
| マイマイ | 1993年10月13日   | O型    |

## 活動歴
2012年（平成24年）
- 11月11日： 正光POP FESTIVAL〜ハヤテデビューイベント〜 (サプライズ出演)
- 11月18日： アリスガーデン パフォーマンス広場 AH！
- 11月23日： 第1回路上ライブ
- 11月30日： ぐるっとわいど♪はつかいちっく ラジオ生出演
- 12月8日： アリスガーデン パフォーマンス広場 AH！
- 12月8日： 第2回路上ライブ
- 12月15日： 第3回路上ライブ
- 12月22日： ひろしまロコドルフェスティバル
- 12月22日： 美鈴モール土曜朝一 さくマイライブ
- 12月22日： 第4回路上ライブ

2013年（平成25年）
- 1月13日： 第14回 ひろしまロコドルフェスティバル
- 1月13日： 第5回路上ライブ
- 1月14日： 平成25年広島市成人式 さくマイライブ
- 1月26日： 第6回路上ライブ
- 2月11日： 第15回 ひろしまロコドルフェスティバル
- 2月23日： 第7回路上ライブ
- 3月9日： アリスガーデン パフォーマンス広場 AH！
- 3月20日： 第16回 ひろしまロコドルフェスティバル
- 3月30日： マリホスペシャルライブ
- 4月11日： FM廿日市にてSAMZ Presents「さくマイてんてこラジオ」放送開始
- 4月14日： 広島東洋カープ ウエスタンリーグin佐伯 さくマイライブ
- 4月14日： 宮島SA さくマイライブ
- 4月23日： Japan Idol Fileに「てんてこマインド」収録
- 4月24日： 朝の情報番組「ZIP!」（VTR出演）
- 4月28日： 宮島街道 ふれあい祭り
- 4月28日： とやまフェスティバル
- 4月28日： ひろしまロコドルフェスティバル
- 4月29日： イオンモール広島祇園 さくマイライブ
- 4月29日： イオンモール広島府中フタバ図書テラ さくマイライブ
- 5月1日： 第1回 SAMZ FES
- 5月2日： 第2回 SAMZ FES
- 5月3日： フラワーフェスティバル
- 5月5日： さくマイ Debut Single 【てんてこマインド】発売
- 5月5日： レコチョク、iTunes等、音楽配信サイトにて、Debut Single 【てんてこマインド】音楽配信
- 5月11日： JAPAN IDOL FILE さくマイライブ
- 5月11日： ロコドルシロップ
- 5月12日： ロコドルフェスティバル (マリーナホップ)
- 5月17日： GOGO!広カワ放送局LIVE！ さくマイライブ
- 6月8日： フレスタモールカジル岩国 さくマイライブ
- 6月30日： 宮島街道 ふれあい祭り
- 6月30日： 広島大学 ゆかた祭り
- 7月6日： タワーレコード広島店 さくマイライブ
- 7月15日： 健康フェスタ さくマイライブ
- 7月20日： 佐方土曜夜市 さくマイライブ
- 7月21日： カジル岩国 さくマイライブ
- 7月21日： 牛田ほおずき祭り
- 7月28日： 広島みなと夢花火大会
- 7月29日： サマーフェスタ (宮島競艇)
- 8月4日： SAMZ FES in 松江
- 8月11日： 周東花火大会
- 8月18日： シーモール下関 さくマイライブ
- 9月8日： ウェストミュージックジャンボリー さくマイライブ
- 10月3日： 庄原グランドホテル さくマイライブ
- 10月6日： フジグラン広島 さくマイライブ
- 10月12日： フジグランナタリー さくマイライブ
- 10月14日： 島根大学 学園祭
- 10月20日： 岩国祭り
- 10月27日： 広島市立大学 学園祭
- 10月31日： 日本製紙祭り　　　　　　

## ディスコグラフィー
- 1st single

| ＃ | タイトル                     | レーベル     |
| -- | ---------------------------- | ------------ |
| 1  | てんてこマインド             | SAMZ RECORDS |
| 2  | Morning Fantasy              | SAMZ RECORDS |
| 3  | てんてこマインド<<カラオケ>> | SAMZ RECORDS |
| 4  | Morning Fantasy<<カラオケ>>  | SAMZ RECORDS |